# Alandroal
Alandroal es una villa portuguesa perteneciente al distrito de Évora, región de Alentejo y comunidad intermunicipal de Alentejo Central, con cerca de 1900 habitantes. Se ubica a 341 m de altitud sobre el mar.

## Geografía
Es sede de un municipio con 544,86 km² de área y 6585 habitantes (2001), subdividido en 4 freguesias. Los municipios están limitados al norte por el municipio de Vila Viçosa, al este por España, al sur por Mourão y por Reguengos de Monsaraz y al oeste por Redondo. El municipio de Alandroal fue anexado, en el siglo XIX, los territorios de los antiguos municipios de Terena y Juromenha. El propio Alandroal es una de las tres villas del municipio, siendo las otras Terena y Juromenha.

## Historia
El Alandroal fue elevado a la categoría de villa en 1486, por la foral atribuida por D. João II. La villa incluye apenas la freguesia de Nossa Senhora da Conceição.
La villa está hermanada con la localidad española de Brenes (Sevilla)

## Demografía
| Gráfica de evolución demográfica de Alandroal entre 1864 y 2021 |
|                                                                 |
| Datos según el nomenclátor publicado por el INE portugués.      |

## Freguesias
Las freguesias de Alandroal son las siguientes:
- Alandroal, São Brás dos Matos e Juromenha
- Capelins (Santo António)
- Santiago Maior
- Terena

## Patrimonio
- Fortaleza de Juromenha